# Дигидрофосфат лития
Дигидрофосфат лития — неорганическое соединение,
кислая соль лития и фосфорной кислоты с формулой LiH2PO4,
бесцветные кристаллы,
растворяется в воде.

## Получение
- Реакция карбоната лития с избытком фосфорной кислоты:

{\displaystyle {\mathsf {Li_{2}CO_{3}+2H_{3}PO_{4}\ {\xrightarrow {}}\ 2LiH_{2}PO_{4}+CO_{2}\uparrow +H_{2}O}}}

## Физические свойства
Дигидрофосфат лития образует бесцветные кристаллы
ромбической сингонии,
пространственная группа P na21,
параметры ячейки a = 0,6253 нм, b = 0,7656 нм, c = 0,6881 нм, Z = 4 215–226
.
Растворяется в воде.

## Химические свойства
- Разлагается при нагревании с образованием метафосфата лития:

{\displaystyle {\mathsf {LiH_{2}PO_{4}\ {\xrightarrow {210^{o}C}}\ LiPO_{3}+H_{2}O}}}